# Mah Nà Mah Nà
"Mah Nà Mah Nà" là tên một bài hát của nhà soạn nhạc Piero Umiliani người Ý. Bài hát này trở nên nổi tiếng toàn cầu sau khi được sử dụng trong các chương trình The Muppets và The Benny Hill Show.

## Bảng xếp hạng
| Bảng xếp hạng (1968-69)           | Vị trí cao nhất |
| --------------------------------- | --------------- |
| Canada RPM Top Singles            | 22              |
| U.S. Billboard Hot 100            | 55              |
| U.S. Billboard Adult Contemporary | 12              |
| U.S. Cash Box Top 100             | 44              |

| Bảng xếp hạng (1977) | Vị trí cao nhất |
| -------------------- | --------------- |
| Anh Quốc             | 8               |